# Alexandre Sabès Pétion

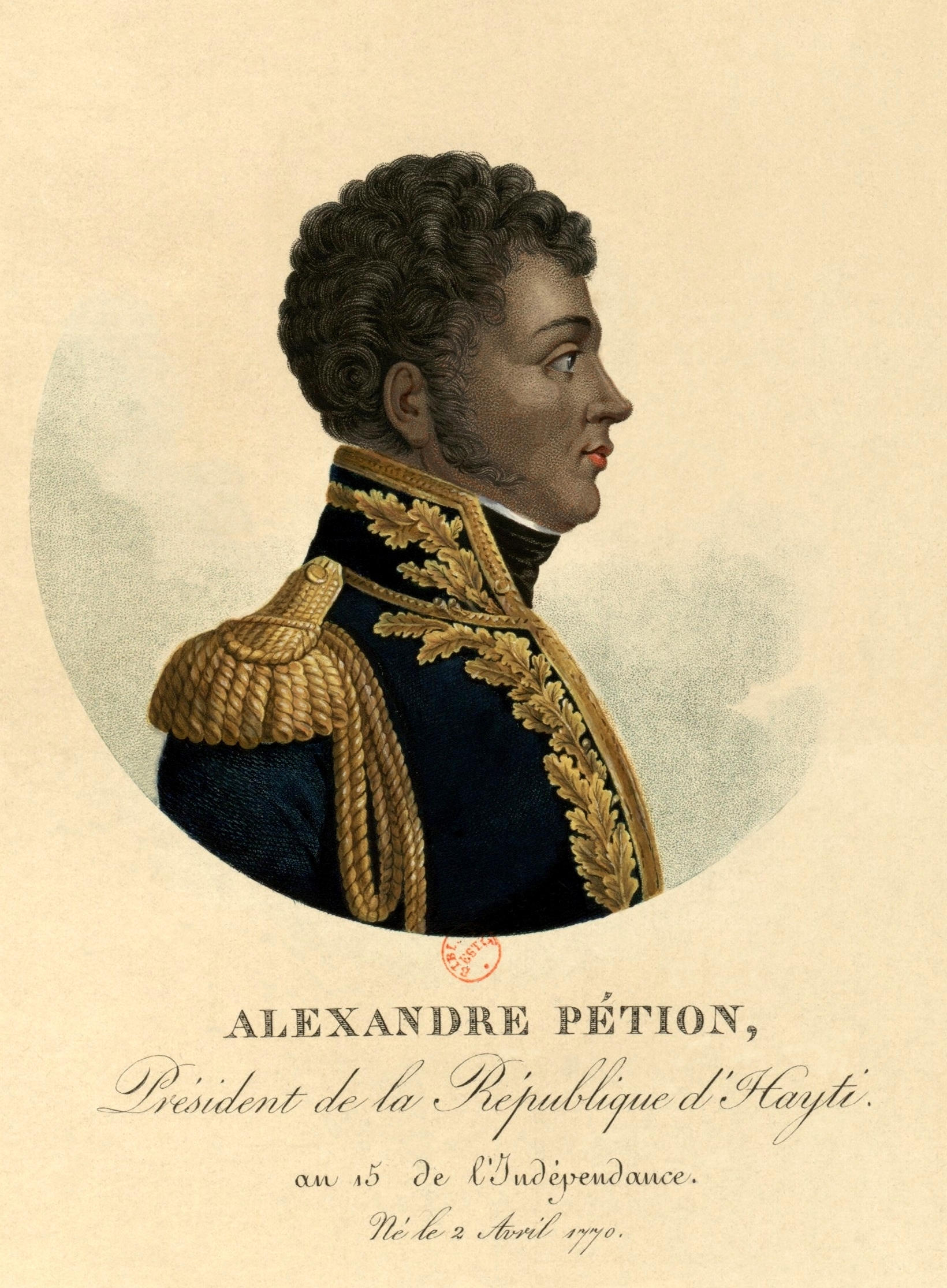
Alexandre Sabès Pétion

Alexandre Sabès Pétion (* 2. April 1770 in Port-au-Prince, Haiti; † 29. März 1818 ebenda) war ein haitianischer Politiker und von 1806 bis zu seinem Tode Präsident der Republik Haiti.

## Leben
Pétion wurde als Sohn einer schwarzen Mutter und eines französischen Vaters in Port-au-Prince geboren. 1788 begab er sich nach Frankreich und wurde an der Militärakademie von Paris ausgebildet. 1798 kehrte er nach Haiti zurück und beteiligte sich an der Vertreibung der Briten aus Haiti. Als es zu Spannungen zwischen der schwarzen und der mulattischen Bevölkerungsgruppe Haitis kam, unterstützte Pétion, selber Mulatte, die mulattische Partei. Er schloss sich General André Rigaud und Jean-Pierre Boyer an und beteiligte sich 1799 an einer Rebellion gegen Toussaint L’Ouverture, dem Krieg der Messer (Guerre des couteaux). Die im Juni 1799 begonnene Revolte scheiterte jedoch, und die Aufständischen zogen sich im November desselben Jahres in die strategisch wichtige Hafenstadt Jacmel im Süden Haitis zurück. Pétion leitete die Verteidigung der Stadt, konnte jedoch nicht verhindern, dass sie im März 1800 fiel, was das Ende der Rebellion bedeutete. Zusammen mit anderen Führern der mulattischen Fraktion ging Pétion ins Exil nach Frankreich.
Im Februar 1802 landeten Pétion, Boyer und Rigaud im Gefolge einer 12.000 Mann starken französischen Armee unter dem Kommando Charles Leclercs, deren Ziel die Absetzung Toussaints war, in Haiti. Nach dem Ende der Herrschaft Toussaints und seiner Deportation nach Frankreich brachen neue Streitigkeiten zwischen den Franzosen und den Einwohnern Haitis aus. Pétion schloss sich den nach Unabhängigkeit für Haiti strebenden nationalistischen Kräften an und unterstützte General Jean-Jacques Dessalines, seinen damaligen Gegner im Kampf um Jacmel. Am 17. Oktober eroberten die Streitkräfte Dessalines Port-au-Prince und am 1. Januar 1804 wurde die Unabhängigkeit Haitis ausgerufen. Dessalines wurde zum Herrscher auf Lebenszeit ernannt und krönte sich am 6. Oktober 1804 zum Kaiser von Haiti.
Als Dessalines am 17. Oktober 1806 ermordet wurde, führte Pétion eine Gruppe an, die nach demokratischen Reformen strebte und geriet so in Konflikt mit Henri Christophe, der Dessalines als autoritärer Herrscher Haitis nachfolgte. Das ihm als Kompromiss angebotene Amt eines demokratischen Präsidenten lehnte Christophe ab. Damit war Haiti erneut in zwei Lager gespalten und der Konflikt zwischen Schwarzen und Mulatten lebte wieder auf. Die Kämpfe führten zu keiner Entscheidung, so dass Haiti 1810 in einem Friedensschluss geteilt wurde. Während Christophe sich zum König ausrief und als solcher den Nordteil Haitis regierte, beherrschte Pétion als Präsident der Republik Haiti, zu dem er 1806 gewählt worden war, den Süden Haitis. Pétion fand die ihm durch den gewählten Senat auferlegten Beschränkungen bald als lästig und löste diesen 1818 auf, nachdem er bereits 1816 zum Präsidenten auf Lebenszeit ernannt worden war.
Pétion enteignete viele Plantagen und ließ das Land an seine Anhänger und an die Bauernschaft verteilen, was ihm den Spitznamen Papa Bon-Kè („Gutherziger Papa“) einbrachte. Dies wirkte sich negativ auf die Wirtschaft aus, da die Mehrzahl der neuen Landbesitzer nur noch für den Eigenbedarf anbauten.
1815 gewährte Pétion Simón Bolívar Asyl und unterstützte ihn später auch materiell.
Am 29. März 1818 starb Pétion an Gelbfieber. Sein Nachfolger wurde Jean-Pierre Boyer, dem 1820 die Wiedervereinigung der beiden Teile Haitis gelingen sollte.